# Nicolo (instrument de musique)
Pour les articles homonymes, voir Nicolò.
Un nicolo est un ancien instrument à vent à anche, sorte de hautbois ou bombarde, principalement en usage au XVIe siècle et au XVIIe siècle. L'instrument était d'une tessiture de hautbois haute-contre ou contralto, et possédait une clé et un ambitus couvrant une octave et demie.